# Convolvulus aridus
Convolvulus aridus là một loài thực vật có hoa trong họ Bìm bìm. Loài này được Greene mô tả khoa học đầu tiên năm 1898.